# The Flesh Eaters
The Flesh Eaters sind eine US-amerikanische Punk-Band.

## Geschichte
Gegründet wurden die Flesh Eaters 1977 in Los Angeles von Chris Desjardins, bekannt als Chris D., der das einzige ständige Bandmitglied ist. Zu der häufig wechselnden Besetzung gehörten im Laufe der Zeit Tito Larriva (The Plugz),  Stan Ridgway (Wall of Voodoo), John Doe und DJ Bonebrake (X), Dave Alvin und Bill Bateman (The Blasters) sowie Steve Berlin (The Blasters, Los Lobos).
1983 löste Desjardins die Flesh Eaters auf, um andere Projekte zu verfolgen. Es erschienen zwei „Greatest Hits“ und ein Live-Album, bevor 1991 ein neues Album der Flesh Eaters produziert wurde. Das bislang letzte Album der Band kam 2004 auf den Markt.

## Diskografie
- 1978: Flesh Eaters (EP)
- 1980: No Questions Asked (Debütalbum)
- 1981: A Minute to Pray, a Second To Die
- 1982: Forever Came Today
- 1983: A Hard Road to Follow
- 1987: Destroyed by the Fire – The Flesh Eaters’ Greatest Hits
- 1988: Flesh Eaters Live
- 1990: Prehistoric Fits – Flesh Eaters Greatest Vol. 2
- 1991: Dragstrip Riot
- 1992: Sex Diary of Mr. Vampire
- 1993: Crucified Lovers in Woman Hell
- 1999: Ashes of Time
- 2004: Miss Muerte